# 李氏決議文

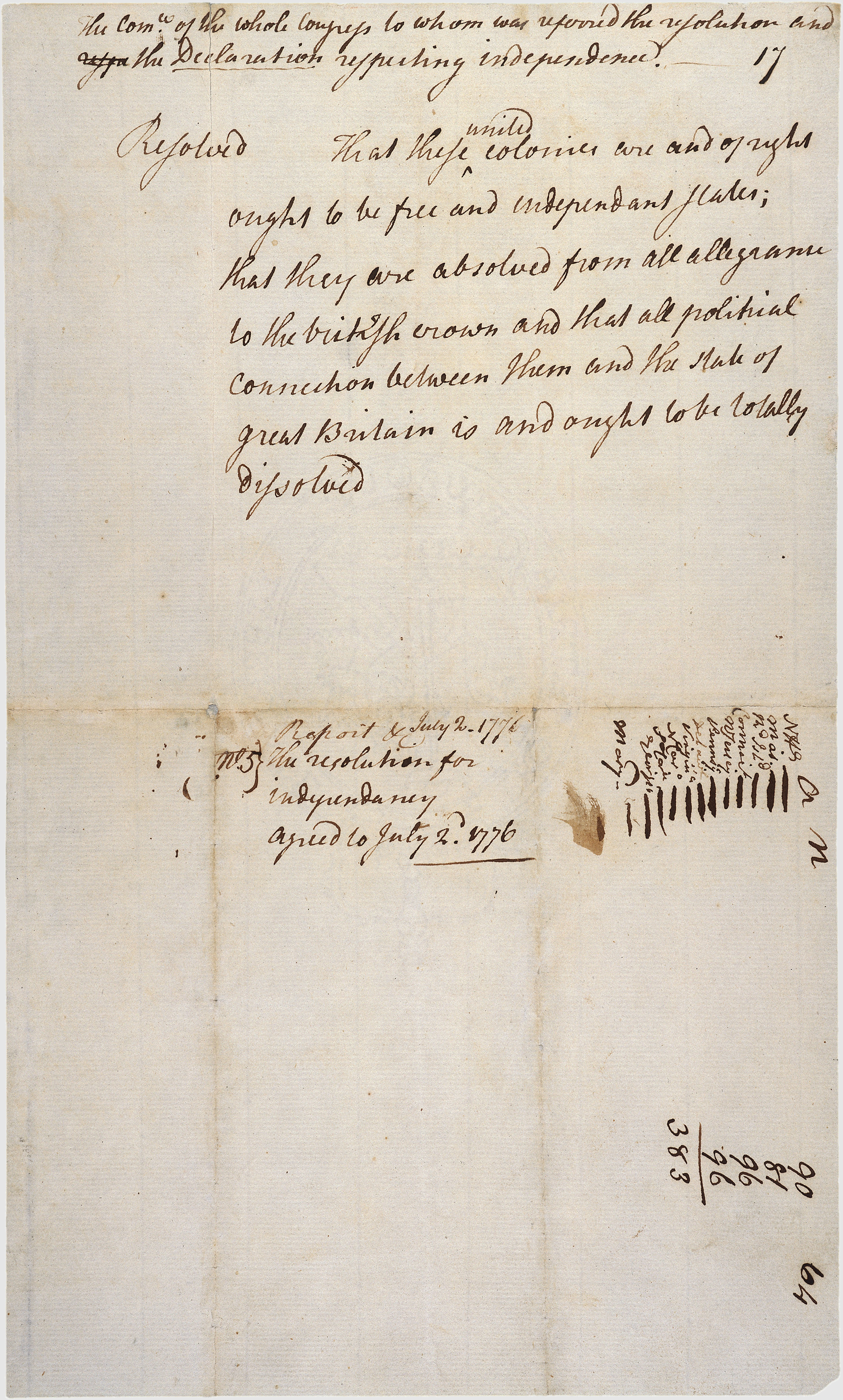
在十三殖民地簽署的《1776年7月2日同意獨立決議》中，有12個殖民地在中投票支持獨立，而紐約則表示棄權。

李決議也被稱為獨立解決方案，是1776年6月7日第二次大陸會議提出的三個部分組成之決議，宣布十三殖民地共同從大英帝國獨立，並正式制定外交關係與組建聯邦政府的計劃。該決議以維吉尼亞殖民地政治家理查德·亨利·李為名，並在接受維吉尼亞殖民地議會主席埃德蒙·彭德爾頓指示後，向大陸會議提出建議。
雖然決議第一部分的投票遭推延數個禮拜，不過對於國家獨立的支持和立法建議因而獲得鞏固，但也確立其他較少討論的部分應該立即推動。6月11日，大陸會議決定設立三個委員會制定決議，並任命五人小組（約翰·亞當斯、湯瑪斯·傑佛遜、班傑明·富蘭克林、羅傑·薛曼、羅伯特·R·李維頓）擬定解釋獨立原因的文件。而在隔天，另外任命五人委員會（約翰·迪金森、班傑明·富蘭克林、約翰·亞當斯、本傑明·哈里森五世、羅伯特·莫里斯），負責擬定與外國簽署條約的計劃。

## 外部連結
- Text of Lee's Resolution （页面存档备份，存于） from the Avalon Project at Yale Law School
- Lee Resolution (1776) （页面存档备份，存于）, one of the "100 milestone documents" of the Our Documents initiative, published by the U.S. government
- Presentation of the Lee Resolution （页面存档备份，存于） from National Archives and Records Administration （页面存档备份，存于） as part of their Charters of Freedom presentation of the Declaration of Independence.